# Kabinett Tambroni
Das Kabinett Tambroni wurde am 25. März 1960 durch Ministerpräsident Fernando Tambroni gebildet und befand sich bis zum 25. Juli 1960 im Amt. Es war das 15. Kabinett der Italienischen Republik und löste das Kabinett Segni II ab und wurde durch das Kabinett Fanfani III abgelöst. Das Kabinett Tambroni wurde vom neofaschistischen Movimento Sociale Italiano (MSI) gestützt. Bei der Vertrauensfrage am 29. April im Senat wurde dem Kabinett Tambroni mit 128 zu 110 Stimmen das Vertrauen ausgesprochen. Dabei stimmten die 24 Senatoren des MSI für Tambroni. Damit gelang es den Neofaschisten fast exakt 15 Jahre nach dem Tode Mussolinis, wieder Einfluss auf die italienische Politik zu nehmen. Erst 34 Jahre später sollte unter dem Kabinett Berlusconi I die Nachfolgepartei des MSI, Alleanza Nazionale, erneut Regierungsverantwortung übernehmen.
Die von den Neofaschisten gestützte Wahl Tambronis, der während des italienischen Faschismus Mussolini als Mann der Vorsehung bezeichnet hatte und 1932 der Nationalen Faschistischen Partei (PNF) beigetreten war, löste im linken Parteienspektrum einige Empörung aus. Es kam landesweit zu Protestaufrufen und Demonstrationen, die insbesondere von ehemaligen Angehörigen der Resistenza angeführt wurden, darunter auch der spätere Staatspräsident Sandro Pertini. Bei einer Demonstration in Reggio nell’Emilia am 7. Juli kamen es zu Straßenschlachten mit der Polizei, bei denen sieben Demonstranten, alle Mitglieder der Kommunistischen Partei (PCI), starben. Unter dem Druck der Öffentlichkeit reichte Tambroni am 19. Juli schließlich seinen Rücktritt ein.

## Kabinett

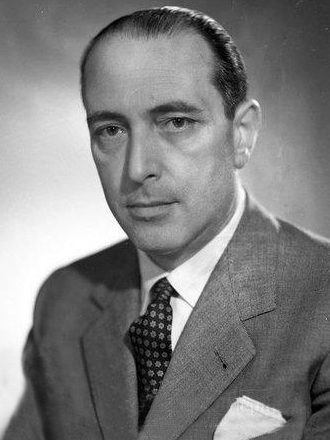
Fernando Tambroni

Dem Kabinett gehörten folgende Minister an:
| Amt                                                                       | Name                                   | Parlamentsmandat        | Anmerkungen |
| ------------------------------------------------------------------------- | -------------------------------------- | ----------------------- | --- |
| Ministerpräsident                                                         | Fernando Tambroni                      | Camera dei deputati     | zugleich Haushaltsminister seit 12. April zugleich Vorsitzender des Ministerausschusses für Süditalien                                                                       |
| Minister beim Ministerpräsidenten                                         | Giulio Pastore                         | Camera dei deputati     | Amtszeit 25. März bis 11. April 1960 zugleich Vorsitzender des Ministerausschusses für Süditalien                                                                            |
| Minister ohne Geschäftsbereich für die Reform der öffentlichen Verwaltung | Giorgio Bo Armando Angelini            | Senato della Repubblica | Bo: Amtszeit 25. März bis 11. April 1960 Angelini: Amtszeit 12. April bis 25. Juli 1960                                                                                      |
| Minister ohne Geschäftsbereich für die Beziehungen zum Parlament          | Armando Angelini                       | Senato della Repubblica | seit 12. April 1960 zugleich Minister ohne Geschäftsbereich für die Reform der öffentlichen Verwaltung                                                                       |
| Außenminister                                                             | Antonio Segni                          | Camera dei deputati     | |
| Innenminister                                                             | Giuseppe Spataro                       | Camera dei deputati     | |
| Justizminister                                                            | Guido Gonella                          | Camera dei deputati     | |
| Haushaltsminister                                                         | Fernando Tambroni                      | Camera dei deputati     | zugleich Ministerpräsident |
| Finanzminister                                                            | Giuseppe Trabucchi                     | Senato della Repubblica | |
| Schatzminister                                                            | Emilio Paolo Taviani                   | Camera dei deputati     | |
| Verteidigungsminister                                                     | Giulio Andreotti                       | Camera dei deputati     | |
| Minister für öffentlichen Unterricht                                      | Giuseppe Medici                        | Senato della Repubblica | |
| Minister für öffentliche Arbeiten                                         | Giuseppe Togni                         | Camera dei deputati     | |
| Minister für Landwirtschaft und Forsten                                   | Mariano Rumor                          | Camera dei deputati     | |
| Verkehrsminister                                                          | Fiorentino Sullo Mario Ferrari Aggradi | Camera dei deputati     | Sullo: Amtszeit 25. März bis 11. April 1960 Ferrari Aggradi: Amtszeit 12. April bis 25. Juli 1960, kommissarische Amtsführung zugleich Minister für staatliche Beteiligungen |
| Minister für Post und Telekommunikation                                   | Antonio Maxia                          | Camera dei deputati     | |
| Minister für Industrie und Handel                                         | Emilio Colombo                         | Camera dei deputati     | |
| Minister für Arbeit und Sozialversicherung                                | Benigno Zaccagnini                     | Camera dei deputati     | |
| Außenhandelsminister                                                      | Mario Martinelli                       | Camera dei deputati     | |
| Minister für die Handelsmarine                                            | Angelo Raffaele Jervolino              | Senato della Repubblica | |
| Minister für staatliche Beteiligungen                                     | Mario Ferrari Aggradi                  | Camera dei deputati     | seit 12. April 1960 zugleich kommissarischer Verkehrsminister |
| Gesundheitsminister                                                       | Camillo Giardina                       | Senato della Repubblica | |